# Pendro
Pendro (kurdski: پێندرۆ‎, Pêndro ) je kurdsko selo u iračkom Kurdistanu, nalazi se u provinciji Arbilu, blizu granice s Turskom, nalazi se otprilike 15-18 km sjeverno od Barzana, od 2540 stanovnika.

## Vanjske poveznice
- Pendro  Arhivirana inačica izvorne stranice od 30. ožujka 2019. (Wayback Machine) službena stranica
- Provincija Arbil